# Lodovico Sforza
Lodovico/Ludovico il Moro z rodu Sforzů, česky: Ludvík Mouřenín, (27. července 1452 Vigevano – 27. května 1508 Loches) byl považován za nejbohatšího vládce, vyhlášeného dobyvatele, mecenáše umění a stavebníka. Zaměstnával na svém dvoře Leonarda da Vinciho. Milánskému vévodství vládl od 1481 jako regent a v letech 1494 až 1500 jako právoplatný "zvolený" vévoda.

## Původ
Narodil se z manželství milánského vévody Franceska I. (1401–1466) s Blankou Marií (1425–1468) z rodu Viscontiů jako nejstarší z osmi dětí.
Měl dvě sestry: Ippolita (1446–1488) se provdala za pozdějšího neapolského krále Alfonse II. a Alžběta Marie (1456–1472) se stala ženou monferratského markraběte Viléma VIII.; a šest bratrů: milánského vévodu Galeazza (1444–1476), korsického a pavijského hraběte Filipa Mariu (1445–1492), barijského vévodu Sforzu Mariu (1449–1479), biskupa v Pavii a italského kardinála Ascania Mariu (1455–1505) a luganského vévodu Ottaviana Mariu (1458–1477).
Otec byl nemanželským synem hraběte z Contignoly, pána Beneventa a Manfredonie Muzia Giacoma Attendola zvaného Sforza (1369–1424) z jeho vztahu s Lucií Terzani da Marsciano. Poprvé se oženil v roce 1418 s montaltskou hraběnkou Polissenou Ruffo († 1420) a podruhé 25. října 1441 s o 24 let mladší Blankou Marií, nemanželskou dcerou milánského vévody Filipa Marii Viscontiho. Kromě výše zmíněných potomků z tohoto manželství měl i celou řadu dětí nemanželských.

## Život
Přestože byl Lodovico až čtvrtým synem svého otce a jeho šance na vévodský stolec byly minimální, nakonec na něj přesto usedl.
Po smrti staršího bratra, vévody Galeazza († 1476), převzal v roce 1481 vládu nad vévodstvím za jedenáctiletého synovce z rukou vdovy Bony. Uměnímilovný regent vystavoval své bohatství na odiv a zaměstnával přední umělce. Snažil se ale také zlepšit své postavení, k čemuž hodlal využít svou neteř Blanku, kterou provdal za císaře Maxmiliána I. Ten mu oplátkou za její věno přislíbil vévodský titul. Po smrti právoplatného vévody Giana se tedy na pět let stal milánským vévodou. V roce 1499 vtrhla francouzská armáda krále Ludvíka XII. do Milána a vytlačila Sforzu ze země. Následujícího roku byl Sforza v boji s Francouzi zajat a uvězněn. Zemřel v roce 1508 v podzemí francouzského zámku Loches.

## Potomci

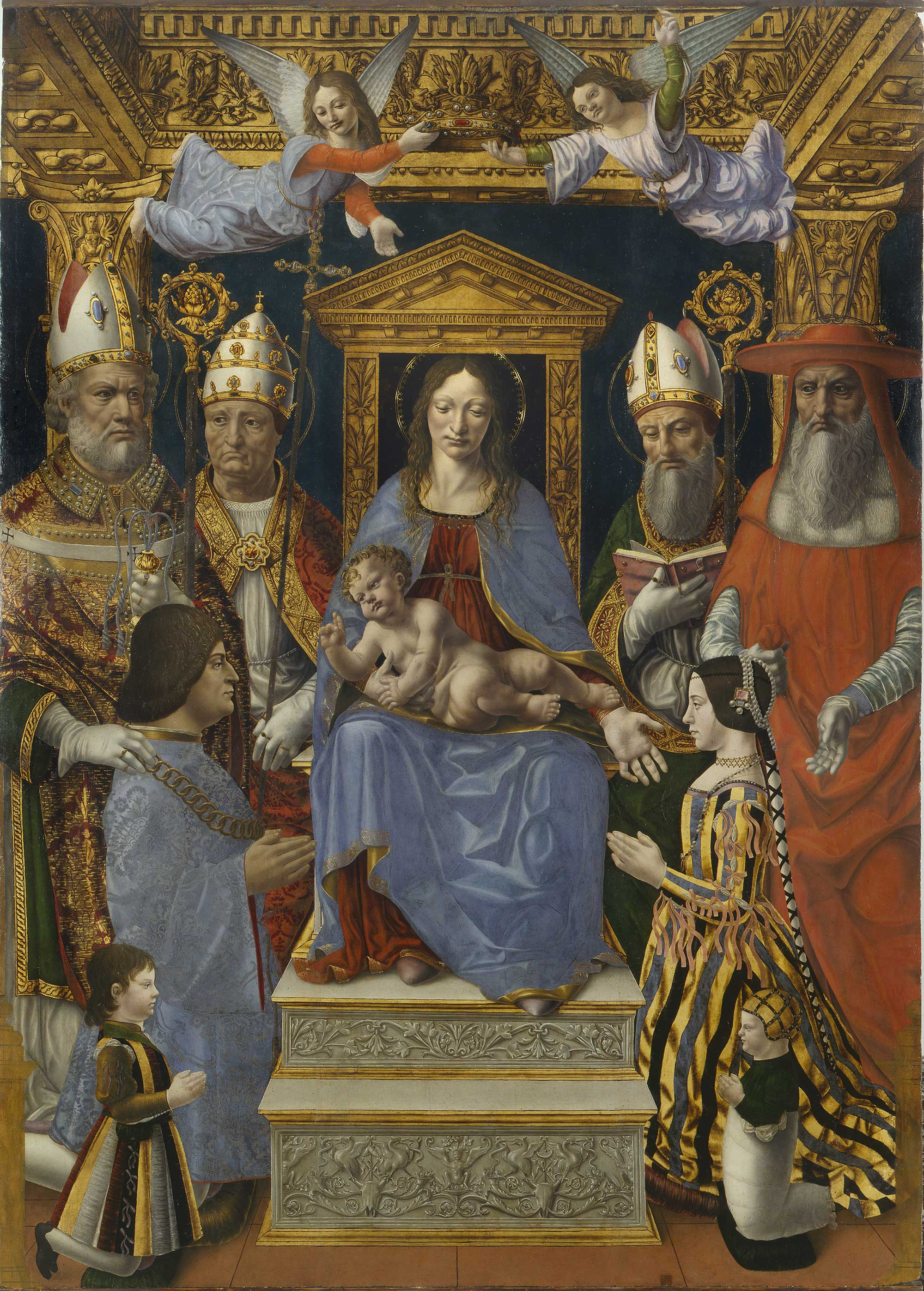
Čtyři svatí: svatý Jeroným, svatý Augustin, svatý Ambrož a zřejmě papež svatý Leo I.; u nohou Madony s dítětem pak klečí Ludvík s manželkou a syny Maxem a Františkem

Z manželství s ferrarskou princeznou Beatricí d'Este:
- Massimiliano (Herkules Maxmilián)  (25. ledna 1493 – 4. června 1530), milánský vévoda v letech 1512–1515, svobodný a bezdětný
- Francesco II. Maria (4. února 1495 – 24. října 1535), milánský vévoda v letech 1521–1535, ⚭ 1534 Kristina Dánská (1521–1590)

### Nelegitimní potomci
- Magdalena (1478–1520) ∞ 1502 hrabě Matteo Litta d’Arese
- Blanka (1482–1497), ⚭ 1496 hrabě Galeazzo di Sanseverino
- Jan Pavel (1497–1535), matkou Lucrezia Crivelli, markýz z Caravaggia ∞ 1520 Violanta Bentivoglio